# Liste der Bodendenkmäler in Zeitlofs
Auf dieser Seite sind die Bodendenkmäler in dem unterfränkischen Markt Zeitlofs zusammengestellt. Diese Tabelle ist eine Teilliste der Liste der Bodendenkmäler in Bayern. Grundlage ist die Bayerische Denkmalliste, die auf Basis des Bayerischen Denkmalschutzgesetzes vom 1. Oktober 1973 erstmals erstellt wurde und seither durch das Bayerische Landesamt für Denkmalpflege geführt wird. Die folgenden Angaben ersetzen nicht die rechtsverbindliche Auskunft der Denkmalschutzbehörde.

## Bodendenkmäler in Zeitlofs

### Bodendenkmäler in der Gemarkung Detter
| Lage              | Objekt | Akten-Nr.     | Bild |
| ----------------- | --- | ------------- | ---- |
| Detter (Standort) | Untertägige Teile der mittelalterlichen bis frühneuzeitlichen evangelisch-lutherischen Pfarrkirche in Detter, Fundamente eines mittelalterlichen Vorgängerbaus sowie Körpergräber des Mittelalters und der Neuzeit. | D-6-5724-0028 |      |

### Bodendenkmäler in der Gemarkung Eckarts-Rupboden
| Lage                        | Objekt                                                                              | Akten-Nr.     | Bild |
| --------------------------- | ----------------------------------------------------------------------------------- | ------------- | ---- |
| Eckarts-Rupboden (Standort) | Untertägige Teile der frühneuzeitlichen evangelisch-lutherischen Kirche in Eckarts. | D-6-5724-0031 |      |

### Bodendenkmäler in der Gemarkung Forst Detter-Nord
| Lage                         | Objekt                                            | Akten-Nr.     | Bild |
| ---------------------------- | ------------------------------------------------- | ------------- | ---- |
| Forst Detter-Nord (Standort) | Mittelalterliche oder frühneuzeitliche Glashütte. | D-6-5724-0006 |      |

### Bodendenkmäler in der Gemarkung Roßbach
| Lage               | Objekt                                                        | Akten-Nr.     | Bild |
| ------------------ | ------------------------------------------------------------- | ------------- | ---- |
| Roßbach (Standort) | Untertägige Teile des frühneuzeitlichen Schlosses in Roßbach. | D-6-5724-0033 |      |

### Bodendenkmäler in der Gemarkung Weißenbach
| Lage                  | Objekt                                                                                      | Akten-Nr.     | Bild |
| --------------------- | ------------------------------------------------------------------------------------------- | ------------- | ---- |
| Weißenbach (Standort) | Untertägige Teile des frühneuzeitlichen Schlosses in Weißenbach.                            | D-6-5724-0035 |      |
| Weißenbach (Standort) | Untertägige Teile der frühneuzeitlichen evangelisch-lutherischen Pfarrkirche in Weißenbach. | D-6-5724-0036 |      |

### Bodendenkmäler in der Gemarkung Zeitlofs
| Lage                | Objekt | Akten-Nr.     | Bild |
| ------------------- | --- | ------------- | ---- |
| Zeitlofs (Standort) | Untertägige Teile der frühneuzeitlichen evangelisch-lutherischen Pfarrkirche in Zeitlofs, Fundamente mittelalterlicher Vorgängerbauten sowie Körpergräber des Mittelalters und der frühen Neuzeit. | D-6-5724-0024 |      |
| Zeitlofs (Standort) | Untertägige Teile des frühneuzeitlichen Schlosses in Zeitlofs sowie Fundamente mittelalterlicher und frühneuzeitlicher Vorgängerbauten.                                                            | D-6-5724-0026 |      |